# Вервегіу
Вервегіу (рум. Verveghiu) — село у повіті Селаж в Румунії. Входить до складу комуни Добрін.
Село розташоване на відстані 394 км на північний захід від Бухареста, 15 км на північ від Залеу, 70 км на північний захід від Клуж-Напоки.

## Населення
За даними перепису населення 2002 року у селі проживала 471 особа. Рідною мовою 469 осіб (99,6%) назвали угорську.
Національний склад населення села:
| Національність | Кількість осіб | Відсоток |
| -------------- | -------------- | -------- |
| угорці         | 442            | 93,8%    |
| цигани         | 27             | 5,7%     |